# Isolepis ludwigii
Isolepis ludwigii là loài thực vật có hoa trong họ Cói. Loài này được (Steud.) Kunth mô tả khoa học đầu tiên năm 1837.